# Anthony Bourdain – Eine Frage des Geschmacks
Anthony Bourdain – Eine Frage des Geschmacks war eine Reise- und Kochsendung, die zuerst auf dem Travel Channel in den USA am 25. Juli 2005 ausgestrahlt wurde. In Deutschland lief die Serie seit dem Sendestart am 1. September 2006 auf DMAX und auf Discovery Channel des Pay-TV-Programms von Sky Deutschland.
Im Mittelpunkt steht der Koch und Autor Anthony Bourdain, der auf seinen Reisen rund um die Welt von einem Kamerateam begleitet wird. Üblicherweise werden lokal Personen vorgestellt, die Bourdain durch das jeweilige Land begleiten und die Kultur des Landes mit dem dazugehörigen Essen vorstellen. Das Format und der Inhalt der Sendung sind vergleichbar zu Bourdains Food Network Serie A Cook’s Tour (2001–2002).
Die besondere Episode Anthony Bourdain in Beirut wurde zwischen Staffel 2 und 3 in den USA ausgestrahlt und war bei den Emmys für „herausragende Leistungen 2007“ nominiert. Die Dreharbeiten für eine eigentlich normale Folge der Serie über die libanesische Stadt Beirut begannen einen Tag vor dem Beginn des zweiten Libanonkrieges am 12. Juli 2006. Anfangs noch im Stile einer normalen Folge gehalten, entwickelte sich diese Folge zu einem Bericht über den Konflikt, der mit der Evakuierung des Teams sowie weiterer US-Bürger durch die US-Navy endet.

## Episodenliste

### Staffel 1
| Folge | Originaltitel                          | Ort                                      |
| ----- | -------------------------------------- | ---------------------------------------- |
| 1     | France: Why the French Don’t Suck      | Paris, Frankreich                        |
| 2     | Iceland: Hello Darkness My Old Friend  | Reykjavík, Island                        |
| 3     | Japan                                  | Japan                                    |
| 4     | Las Vegas                              | Las Vegas, Nevada, US                    |
| 5     | Malaysia: Into the Jungle              | Kuala Lumpur, Malaysia                   |
| 6     | In New Jersey                          | New Jersey, US                           |
| 7     | New Zealand: Down Under the Down Under | Neuseeland                               |
| 8     | In Paris                               | Paris, Frankreich                        |
| 9     | In Peru                                | Peru                                     |
| 10    | Auf Sizilien                           | Sizilien, Italien                        |
| 11    | In Miami                               | Miami, US                                |
| 12    | Usbekistan                             | Von Taschkent nach Samarqand, Usbekistan |
| 13    | Vietnam: The Island of Mr. Sang        | Hanoi und Tuần Châu, Vietnam             |

### Staffel 2
| Nr | Originaltitel               | Ort                                 |
| -- | --------------------------- | ----------------------------------- |
| 1  | Asia Special: China & Japan | Volksrepublik China und Japan       |
| 2  | South Florida               | Miami, Florida, Vereinigte Staaten  |
| 3  | Peru                        | Lima, Cusco, und Machu Picchu, Peru |
| 4  | Canada                      | Québec, Kanada                      |
| 5  | Sweden                      | Stockholm, Schweden                 |
| 6  | Puerto Rico                 | Puerto Rico                         |
| 7  | Japan                       | Osaka, Japan                        |
| 8  | US/Mexico Border            | Piedras Negras, Mexiko; Texas       |
| 9  | India (Rajasthan)           | Rajasthan, Indien                   |
| 10 | India (Kolkata/Bombay)      | Kalkutta und Mumbai, Indien         |
| 11 | Korea                       | Seoul, Südkorea                     |
| 12 | Indonesia                   | Bali und Jakarta, Indonesien        |

### Staffel 3
| Nr | Originaltitel    | Ort                                           |
| -- | ---------------- | --------------------------------------------- |
| 1  | Ireland          | Dublin, Irland                                |
| 2  | Ghana            | Ghana                                         |
| 3  | Pacific NW       | Portland, Seattle                             |
| 4  | Namibia          | Namibia                                       |
| 5  | Russia           | Moskau, Russland                              |
| 6  | Los Angeles      | Los Angeles                                   |
| 7  | Shanghai         | Shanghai nach Shangri-La, Volksrepublik China |
| 8  | New York City    | New York City                                 |
| 9  | Brazil           | São Paulo                                     |
| 10 | French Polynesia | Tahiti                                        |
| 11 | Cleveland        | Cleveland                                     |
| 12 | Hong Kong        | Hongkong                                      |
| 13 | Argentina        | Patagonien, Argentinien                       |
| 14 | South Carolina   | South Carolina                                |
| 15 | Tuscany          | Toskana                                       |

### Staffel 4
| Nr | Originaltitel    | Ort                                          |
| -- | ---------------- | -------------------------------------------- |
| 1  | Singapore        | Singapur                                     |
| 2  | Berlin           | Berlin, Deutschland                          |
| 3  | Vancouver, BC    | Vancouver, Kanada                            |
| 4  | Greek Islands    | Kreta nach Zakynthos, Griechenland           |
| 5  | New Orleans      | New Orleans, Louisiana                       |
| 6  | London/Edinburgh | London und Edinburgh, Vereinigtes Königreich |
| 7  | Jamaica          | Jamaika                                      |
| 8  | Romania          | Transsylvanien und Bukarest, Rumänien        |
| 9  | Hawaii           | Hawaii                                       |
| 10 | Into the Fire NY | Brasserie Les Halles, New York City          |
| 11 | Laos             | Vientiane, Laos                              |
| 12 | Colombia         | Medellín und Cartagena, Kolumbien            |
| 13 | Saudi Arabia     | Dschidda, Saudi-Arabien                      |
| 14 | Uruguay          | Uruguay                                      |
| 15 | U.S. Southwest   | Kalifornien, Arizona, New Mexico und Texas   |
| 16 | Tokyo            | Tokio, Japan                                 |
| 17 | Spain            | Spanien                                      |
| 18 | Egypt            | Ägypten                                      |
| 19 | So Long, Summer  | Verschiedene Clips und Outtakes              |

### Staffel 5
| Nr | Originaltitel            | Ort                     |
| -- | ------------------------ | ----------------------- |
| 1  | Mexiko                   | Puebla und Mexiko-Stadt |
| 2  | Venedig                  | Venedig                 |
| 3  | Washington, D.C.         | Washington, D.C.        |
| 4  | Azoren                   | Azoren, Portugal        |
| 5  | Chicago                  | Chicago                 |
| 6  | „Food Porn“              | Verschiedene Clips      |
| 7  | Philippinen              | Manila und Pampanga     |
| 8  | „Disappearing Manhattan“ | Manhattan               |

### Staffel 6
| Nr | Originaltitel              | Ort                                         |
| -- | -------------------------- | ------------------------------------------- |
| 1  | Panama                     | Panama                                      |
| 2  | Istanbul                   | Istanbul, Türkei                            |
| 3  | Brittany                   | Bretagne, Frankreich                        |
| 4  | Prague                     | Prag, Tschechien                            |
| 5  | Hudson Valley, NY          | Hudson Valley, New York, Vereinigte Staaten |
| 6  | Ecuador                    | Ecuador                                     |
| 7  | Obsessed                   |                                             |
| 8  | Harbin, China              | Harbin, Volksrepublik China                 |
| 9  | Provence                   | Provence, Frankreich                        |
| 10 | Vietnam: Central Highlands | Vietnam                                     |
| 11 | Where It All Began         |                                             |
| 12 | Techniques Special         |                                             |
| 13 | Maine                      | Maine, Vereinigte Staaten                   |
| 14 | Food Porn 2                | Verschiedene Clips                          |

### Staffel 7
| Nr | Originaltitel        | Ort                                                               |
| -- | -------------------- | ----------------------------------------------------------------- |
| 1  | Haiti                | Haiti                                                             |
| 2  | Kambodscha           | Kambodscha                                                        |
| 3  | Nicaragua            | Nicaragua                                                         |
| 4  | Wien                 | Wien, Österreich                                                  |
| 5  | Ozarks               | West Plains, Missouri, Vereinigte Staaten                         |
| 6  | Brasilien            | Belém und der Amazonas-Regenwald, Brasilien                       |
| 7  | Boston               | Boston, Vereinigte Staaten                                        |
| 8  | Japan                | Hokkaidō, Japan                                                   |
| 9  | Kuba                 | Kuba                                                              |
| 10 | Macao                | Macau                                                             |
| 11 | Neapel               | Neapel, Italien                                                   |
| 12 | El Bulli             | Restaurant elBulli, Spanien                                       |
| 13 | US Wüste             | Mojave-Wüste, Vereinigte Staaten                                  |
| 14 | Ukraine              | Ukraine                                                           |
| 15 | Kurdistan            | Autonome Region Kurdistan, Irak und süd-östlicher Teil der Türkei |
| 16 | Cajun Country        | New Orleans, Vereinigte Staaten                                   |
| 17 | Holiday Special 2011 | Verschiedene Clips                                                |

### Staffel 8
| Folge – DVD | Originaltitel      | Ort                                |
| ----------- | ------------------ | ---------------------------------- |
| 1           | Mosambik           | Mosambik                           |
| 2           | Kansas City        | Kansas City, Vereinigte Staaten    |
| 3           | Kroatische Küste   | Kroatien                           |
| 4           | Lissabon           | Lissabon, Portugal                 |
| 5           | Japan: Cook It Raw | Japan                              |
| 6           | Finnland           | Finnland                           |
| 7           | Baja               | Baja Peninsula und Tijuana, Mexiko |
| 8           | Penang             | Penang, Malaysia                   |

### Staffel 9
| Folge – DVD | Originaltitel              | Ort                                         |
| ----------- | -------------------------- | ------------------------------------------- |
| 1           | Austin                     | Austin (Texas), Vereinigte Staaten          |
| 2           | Sydney                     | Sydney, Australien                          |
| 3           | Sex, Drugs And Rock & Roll |                                             |
| 4           | Emilia Romagna             | Emilia-Romagna, Italien                     |
| 5           | Burgundy                   | Burgund, Frankreich                         |
| 6           | Seven Deadly Sins          |                                             |
| 7           | Rio                        | Rio de Janeiro                              |
| 8           | Off the Charts             |                                             |
| 9           | Dominican Republic         | Dominikanische Republik                     |
| 10          | Brooklyn                   | Brooklyn, New York City, Vereinigte Staaten |

## Erwähnenswerte Gäste
- In der Berlin-Folge (4. Staffel) isst Anthony Bourdain mit dem deutschen Politiker Gregor Gysi (Die Linke) zu Mittag.